# Sergio Órteman
Sergio Daniel Órteman Rodríguez (Montevideo, 29 settembre 1978) è un allenatore di calcio ed ex calciatore uruguaiano, di ruolo centrocampista.

## Caratteristiche tecniche
Gioca come centrocampista difensivo.

## Carriera
Debuttò nel calcio professionistico nella stagione 2000/2001 nel Central Español, giocando 14 partite e segnando un gol. Nel 2001 passò all'Olimpia squadra del Paraguay, con la quale vinse la Coppa Libertadores 2002, venendo scelto come miglior giocatore della finale. Nel 2004 ufficializzò il suo passaggio all'Independiente, in Argentina.
Nella stagione 2005/2006 giocò per Atlas de Guadalajara per 15 partite, andando a segno una volta; tornò poi all'Independiente. Nel 2007 passò al Boca Juniors, dove giocò fino a luglio, mese nel quale si trasferì al Istanbul BB.
Trasferitosi poi al Racing de Santander, vi giocò fino a giugno; il 12 luglio 2008 fu messo sotto contratto dal Grêmio..
Nell'agosto 2009 è tornato in Uruguay, al Peñarol. Nel 2010 si trasferisce in Messico, giocando per il Querétaro Fútbol Club

## Palmarès

### Club

#### Competizioni internazionali
- Coppa Libertadores: 2

Olimpia: 2002
Boca Juniors: 2007
- Recopa Sudamericana: 1

Olimpia: 2003

### Individuale
- Equipo Ideal de América: 1

2002